# Tennis als Jocs Olímpics d'Estiu de 2000
Els Jocs Olímpics d'Estiu del 2000 celebrats a la ciutat de Sydney, Austràlia, es van disputar 4 proves tennístiques, dues en categoria masculina i dues en categoria femenina, tant a nivell individual com en dobles. La competició se celebrà a l'NSW Tennis Centre entre els dies 19 i 28 de setembre del 2000.
Hi participaren un total de 182 tennistes, entre ells 93 homes i 89 dones, de 52 comitès nacionals diferents.

## Resum de medalles

### Categoria masculina
| Prova      | Or                                     | Argent                                    | Bronze                              |
| Individual | Ievgueni Kàfelnikov                    | Tommy Haas                                | Arnaud di Pasquale                  |
| Dobles     | CanadàSébastien Lareau · Daniel Nestor | AustràliaTodd Woodbridge · Mark Woodforde | EspanyaÀlex Corretja · Albert Costa |

### Categoria femenina
| Prova      | Or                                           | Argent                                        | Bronze                                   |
| Individual | Venus Williams                               | Ielena Deméntieva                             | Monica Seles                             |
| Dobles     | Estats UnitsVenus Williams · Serena Williams | Països BaixosKristie Boogert · Miriam Oremans | BèlgicaEls Callens · Dominique van Roost |

## Medaller
| Posició | País          | Or | Argent | Bronze | Total |
| 1       | Estats Units  | 2  | 0      | 1      | 3     |
| 2       | Rússia        | 1  | 1      | 0      | 2     |
| 3       | Canadà        | 1  | 0      | 0      | 1     |
| 4       | Alemanya      | 0  | 1      | 0      | 1     |
| 4       | Austràlia     | 0  | 1      | 0      | 1     |
| 4       | Països Baixos | 0  | 1      | 0      | 1     |
| 7       | Bèlgica       | 0  | 0      | 1      | 1     |
| 7       | Espanya       | 0  | 0      | 1      | 1     |
| 7       | França        | 0  | 0      | 1      | 1     |
| Total   | Total         | 4  | 4      | 4      | 12    |